# Johannelund (metropolitana di Stoccolma)
Johannelund è una stazione della metropolitana di Stoccolma.
È situata presso il quartiere di Vinsta, il quale è a sua volta compreso all'interno della circoscrizione di Hässelby-Vällingby. Sul tracciato della linea verde T19 è invece posizionata fra le fermate Vällingby e Hässelby gård.
Aprì ufficialmente in data 1º novembre 1956, stesso giorno in cui divenne operativa anche la successiva fermata di Hässelby gård, prolungamento della tratta già esistente.
La stazione di Johannelund dispone di due piattaforme laterali separate dai binari: si tratta di una particolarità, in quanto la stragrande maggioranza delle altre stazioni della rete locale ha solitamente un'unica piattaforma centrale con i binari ai lati. Geograficamente è compresa tra i viali Lövstavägen e Bergslagsvägen.
L'utilizzo medio quotidiano durante un normale giorno feriale è pari a 1.300 persone circa.

## Tempi di percorrenza
| Linea | Capolinea       | Tempo  | Stazione                                     | Tempo                              |
| T19   | Hässelby strand | 4 min  | Åkeshov Alvik T-Centralen Gamla stan Slussen | 10 min 17 min 30 min 31 min 33 min |
| T19   | Hagsätra        | 52 min | Åkeshov Alvik T-Centralen Gamla stan Slussen | 10 min 17 min 30 min 31 min 33 min |